# Цзян Цзыя
Цзян Цзыя́ (кит. 姜子牙, пиньинь Jiāng Zǐyá, ок. XII—XI вв. до н. э., годы жизни неизвестны) — военный советник Чжоуского Вэнь-вана, генерал его сына, У-вана, и основоположник царства Ци (удельного княжества Чжоу). Считается автором трактата по стратегии «Лю тао» (六韜, Шесть секретных учений).
По преданию, Вэнь Ван повстречал Цзян Цзыя когда тот рыбачил на берегу реки. Образ нашёл многообразные отражения в фольклоре, встреча двух великих исторических фигур описывается в мистических тонах.
Цзян Цзыя фигурирует с уважительным прозвищем Тай-гун (太公, «старейшина», «почтенный старец»). В частности, оно используется в поговорках «Тай-гун удит рыбу, а на удочку попадется тот, кто хочет» (姜太公釣魚,願者上鉤) со значением «добровольно идти на риск». Популярности Тай-гуна способствовало его изображение в романе «Фэншэнь яньи» (封神演義, эп. Мин, XVI в., «Возведение в ранг духов»): он описывается как последователь даосского божества величаемого Юаньши Тайцзунь (元始天尊), от которого получает полномочия возводить духов в ранги, подобные феодальным, и присваивать людям статус святых-бессмертных (т. н. 姜太公封神).
В наши дни в Китае Цзян Цзыя считается одним из величайших стратегов в истории и рассматривается как основоположник китайской стратегической науки. Во времена династии Тан в честь Тай-гуна как покровителя военного дела на казённые деньги был воздвигнут храм, таким образом наделяя его официальным статусом близким к тому, которым пользовался Конфуций. Позднее культ Тай-гуна был вытеснен культом Гуань Юя.